# Sigma (lớp tàu corvette/khinh hạm)
Tàu hộ tống lớp SIGMA là một lớp tàu hộ tống tên lửa hạng nhẹ (corvette) do Viện nghiên cứu biển Hà Lan(MARIN) và Damen Schelde Naval Shipbuilding, một công ty đóng tàu có trụ sở tại Hà Lan, hợp tác phát triển. Thiết kế này được dùng chủ yếu cho xuất khẩu. Kích thước và những vũ khí được trang bị của tàu khá đa dạng tùy thuộc vào từng cấu hình cho các nhiệm vụ khác nhau hay yêu cầu của khách hàng.

## Thiết kế
SIGMA là viết tắt của Ship Integrated Geometrical Modularity Approach (Phương pháp đóng tàu module tích hợp). Thiết kế đóng tàu kiểu module cho phép nhà sản xuất có thể dễ dàng điều chỉnh thiết kế theo ý muốn, việc thêm, bớt một vài module sẽ tạo ra những kiểu tàu khác nhau. Chính vì vậy, Damen Schelde Naval Shipbuilding có thể căn cứ vào yêu cầu đặt mua của khách hàg, nhu cầu tác chiến để cho ra đời nhiều loại tàu tuần tiễu hoặc hộ tống hạng nhẹ, hạng trung có chiều dài từ 52 đến 104 mét và có lượng giãn nước từ 400 đến 2400 tấn. Để phân biệt người ta thường viết liền các kích thước dài và rộng sau tên SIGMA. Ví dụ như SIGMA 9814 của Hải quân Nhân dân Việt Nam có chiều dài khoảng 98m, rộng 14m hay SIGMA 10513 của Hải quân Hoàng gia Ma rốc là 105m chiều dài và 13m chiều ngang.
Tàu hộ tống lớp SIGMA có thiết kế thủy động lực học theo công nghệ tàng hình đảm bảo khả năng giảm tín hiệu hồng ngoại đồng thời giảm diện tích phản xạ radar. Bề mặt tàu được phủ một lớp sơn đặc biệt có khả năng hấp thu sóng điện từ. Phần thân và cấu trúc thượng tầng của tàu chủ yếu được chế tạo từ thép, với một số hợp kim nhôm-magnesi được dùng ở phần trên của cấu trúc thượng tầng. Hệ thống khoang tàu thay đổi tùy theo mỗi phiên bản: SIGMA 9113 của Indonesia với 12 khoang kín nước, SIGMA 9813 của Ma Rốc có 13 khoang và với phiên bản SIGMA 10513 là 14 khoang. Ngoài ra, tàu còn được trang bị vây ổn định và các bánh lái kép giúp tàu có độ ổn định cao. Hệ thống động lực tiên tiến và khả năng đi biển tốt giúp tàu lớp SIGMA rất thích hợp cho các nhiệm vụ tìm kiếm cứu nạn (SAR), tuần tra vùng đặc quyền kinh tế (EEZ), tác chiến phòng không, chống ngầm và chống tàu chiến mặt nước của đối phương.
Các tàu hộ tống có tổng chiều dài 90.71m, chùm 13.02m và dự thảo 3.60m. Mỗi tàu hộ tống có trọng lượng rẽ nước 1,700t và có thể chứa một thủy thủ đoàn 80.

## Các quốc gia sử dụng
- Indonesia: 4 chiếc SIGMA 9113 phục vụ từ 2009 và đã ký hợp đồng đóng thêm một số tàu SIGMA 10514 sau đó.
- Maroc: đã đặt 2 chiếc SIGMA với vũ khí hạng nặng (loại 9813 với bệ phóng tên lửa thẳng đứng VLS) và 1 chiếc SIGMA 10513 với cấu hình vũ khí hạng nhẹ.